# 이별의 강
"이별의 강"은 1966년 공개된 대한민국의 영화이다.

## 배역
- 신영균
- 김지미
- 태현실
- 허장강
- 박암
- 이빈화